# Anta de Santa Marta

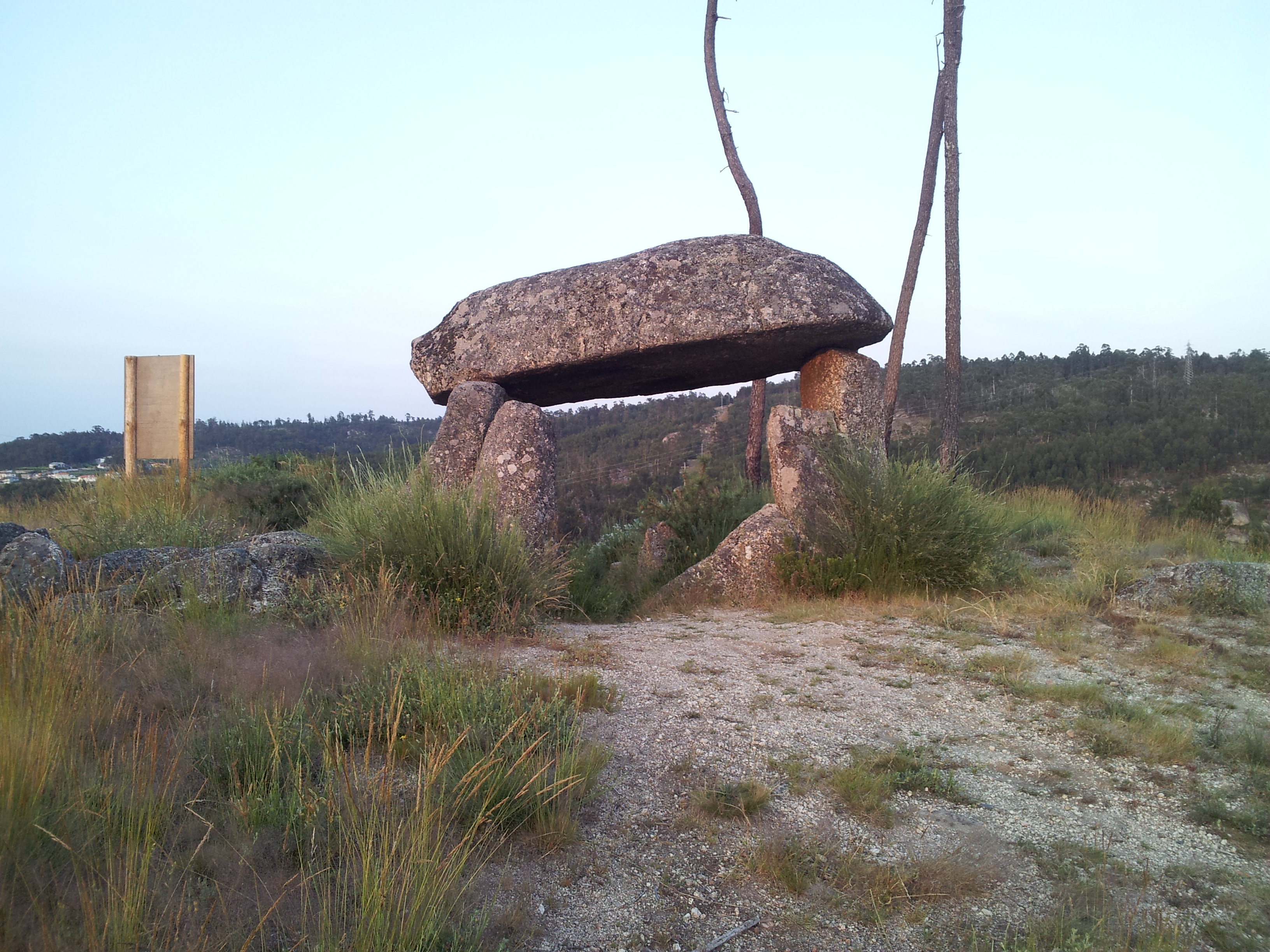
Dólmen da Portela

A Anta de Santa Marta, Dólmen da Portela ou Forno dos Mouros, é um monumento megalítico português localizado no lugar de Portela, próximo da estrada entre Santa Marta e Portela do Monte, na freguesia e no Município Penafiel, no Distrito do Porto.
Estava representado no brasão da antiga freguesia de Santa Marta.
Os arqueólogos calculam que esta anta, formada por sete esteios e com uma laje superior com cerca de 3,3 metros por 2,1 metros, tenha sido construída no Terceiro milénio a.C.. Possuiu um corredor com cerca de 6 metros de comprimento por 2,5 metros de largura, do qual só já existem dez esteios.
Foi-lhe atribuído o estatuto de Monumento Nacional em 1910 pelo decreto 16 de junho de 1910, DG 136, de 23 de junho de 1910.